# 小林公 (キュレーター)
小林 公（こばやし ただし、1976年 - ）は、兵庫県立美術館の学芸員。

## 経歴
1976年、神奈川県に生まれる。
2004年から現職。

## 企画
- 「生誕120年　安井仲治 - 僕の大切な写真」（2023）
- 「Oh！マツリ☆ゴト 昭和・平成のヒーロー＆ピーポー」（2019）[3]
- 「富野由悠季の世界」展（2019）[4]
- 「県美プレミアム Back to 1918: 10年ひとむかしと人は言う」（2018）
- 「アドルフ・ヴェルフリ」展（2016）
- 「美術の中のかたち―手で見る造形：横山裕一これがそれだが　ふれてみよ」（2014）
- 「ポンピドゥー・センター・コレクションフルーツ・オブ・パッション」（2014）